# Сигазеноя
Сигазеноя — река в России, протекает по территории Суккозерского сельского поселения Муезерского района Республики Карелии. Длина реки — 11 км.

## Общие сведения
Сигазеноя берёт начало из озера Расиалампи и далее течёт преимущественно в южном направлении по заболоченной местности.
Впадает на высоте выше 168,1 м над уровнем моря в реку Вотто, впадающую в озеро Гимольское, через которое протекает река Суна.
Населённые пункты на реке отсутствуют.
Код объекта в государственном водном реестре — 01040100212102000015055.